# Llista de cràters de Rea
En aquest article només es mostra els noms oficials aprovats per la Unió Astronòmica Internacional (UAI).
Aquesta és una llista de cràters amb nom de Rea, una de les moltes llunes de Saturn, descoberta el 1672 per Giovanni Cassini (1625-1712).
El 2019, els 128 cràters amb nom de Rea representaven el 2,33% dels 5475 cràters amb nom del Sistema Solar. Altres cossos amb cràters amb nom són Amaltea (2), Ariel (17), Cal·listo (142), Caront (6), Ceres (115), Dàctil (2), Deimos (2), Dione (73), Encèlad (53), Epimeteu (2), Eros (37), Europa (41), Febe (24), Fobos (17), Ganímedes (132), Gaspra (31), Hiperió (4), Ida (21), Itokawa (10), Janus (4), Japet (58), Lluna (1624), Lutècia (19), Mart (1124), Mathilde (23), Mercuri (402), Mimas (35), Miranda (7), Oberó (9), Plutó (5), Proteu (1), Puck (3), Šteins (23), Tebe (1), Terra (190), Tetis (50), Tità (11), Titània (15), Tritó (9), Umbriel (13), Venus (900), i Vesta (90).

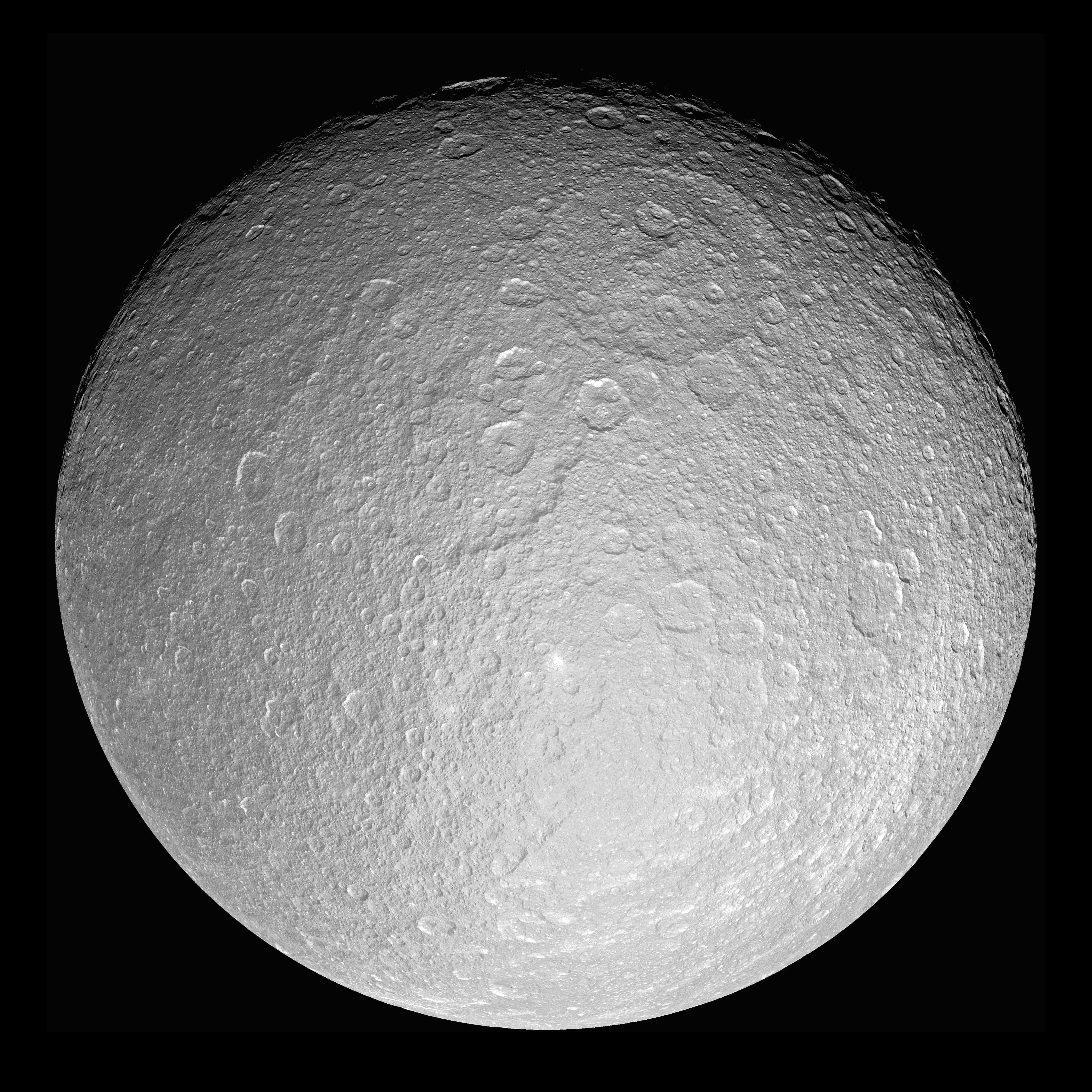
Imatge de Rea (Saturn v) presa per la sonda espacial Cassini a 58.686 km de distància, 2005
Mapa topogràfic de Rea, 2014

La seva superfície es pot dividir en dues àrees geològiques diferents segons la mida els cràters; la primera àrea conté cràters de més de 40 km de diàmetre, mentre que la segona, en algunes parts de les regions polars i equatorials, només té cràters inferiors d'aquesta mida. Això suggereix que fa temps es va produirun un esdeveniment important de modificació de la seva superfície, durant la seva formació.

## Llista
Els cràters de Rea porten els noms de divinitats relacionades amb la creació de diferents cultures.
La latitud i la longitud es donen com a coordenades planetogràfiques amb longitud oest (+ Oest; 0-360).
| Cràter      | Coordenades                            | Diàmetre (km) | Epònim | Ref.  |
| ----------- | -------------------------------------- | ------------- | --- | ----- |
| Aananin     | 34° 54′ N, 339° 54′ O / 34.9°N,339.9°O | 0,00          | Aananin - Divinitat del cel del poble coreà (Corea). | WGPSN |
| Abassi      | 21° 18′ S, 146° 30′ O / 21.3°S,146.5°O | 87,20         | Abassi - Déu del cel creador de la primera parella d'éssers humans de la mitologia dels efik (Camerún).                                                                           | WGPSN |
| Adjua       | 40° 12′ N, 118° 54′ O / 40.2°N,118.9°O | 0,00          | Adjua - Heroïna mitològica i progenitora del poble ulch (Rússia). | WGPSN |
| Agunua      | 63° 18′ N, 66° 12′ O / 63.3°N,66.2°O   | 0,00          | Agunua - Déu suprem al panteó de la cultura de l'illa de Sant Cristòfor (Illes Salomó).                                                                                           | WGPSN |
| Ambat       | 76° 24′ S, 301° 42′ O / 76.4°S,301.7°O | 42,90         | Ambat - Creador de les illes de la cultura de l'illa de Malekula (Vanuatu). | WGPSN |
| Ameta       | 53° 18′ N, 21° 54′ O / 53.3°N,21.9°O   | 0,00          | Ameta - Ancestre d'Hainuwele de la cultura de l'illa de Seram (Indonèsia). | WGPSN |
| Amma        | 26° 24′ S, 282° 42′ O / 26.4°S,282.7°O | 31,40         | Amma - Creador de l'univers de la cultura dogon (Mali). | WGPSN |
| Amotken     | 0° 42′ N, 202° 42′ O / 0.7°N,202.7°O   | 64,60         | Amotken - Deïtat de la creació de la cultura dels bitterroot salish (Canadà i Estats Units d'Amèrica).                                                                            | WGPSN |
| Anansi      | 63° 00′ S, 213° 36′ O / 63°S,213.6°O   | 49,00         | Anansi - Aranya antropomorfa que crea el Sol, la Lluna, les estrelles i la humanitat de la cultura dels shanti (Ghana).                                                           | WGPSN |
| Anguta      | 25° 42′ N, 190° 00′ O / 25.7°N,190°O   | 46,70         | Anguta - Suprem ser creador dels inuit (Canadà, Estats Units d'Amèrica). | WGPSN |
| Arunaka     | 15° 18′ S, 22° 06′ O / 15.3°S,22.1°O   | 0,00          | Arunaka - El creador de totes les coses de la religió inca (Amèrica del Sud). | WGPSN |
| Atabei      | 16° 00′ N, 250° 42′ O / 16°N,250.7°O   | 30,40         | Atabei - Deessa mare de la cultura dels taïnos (Puerto Rico). | WGPSN |
| Atum        | 47° 06′ S, 1° 06′ O / 47.1°S,1.1°O     | 0,00          | Atum - Déu creador de la teologia heliopolita (Egipte). | WGPSN |
| Awonawilona | 37° 18′ S, 150° 18′ O / 37.3°S,150.3°O | 49,80         | Awonawilona - Divinitat que dona vida a la mitologia dels zuni (Estats Units d'Amèrica).                                                                                          | WGPSN |
| Bulagat     | 38° 12′ S, 15° 12′ O / 38.2°S,15.2°O   | 0,00          | Bulagat - Progenitor mitològic dels buriats (Rússia). | WGPSN |
| Bumba       | 63° 06′ N, 50° 24′ O / 63.1°N,50.4°O   | 0,00          | Bumba - Déu creador dels bushongo (Zaire). | WGPSN |
| Burkhan     | 66° 48′ N, 310° 36′ O / 66.8°N,310.6°O | 0,00          | Burkhan - Déu creador dels buriats (Rússia). | WGPSN |
| Chingaso    | 17° 06′ S, 106° 00′ O / 17.1°S,106°O   | 47,80         | Chingaso - Déu creador de la mitologia dels shuar (Equador). | WGPSN |
| Con         | 25° 48′ S, 12° 42′ O / 25.8°S,12.7°O   | 0,00          | Con - Déu de la pluja i del vent de la religió inca (Amèrica del Sud). | WGPSN |
| Dangun      | 7° 12′ N, 208° 00′ O / 7.2°N,208°O     | 77,50         | Dangun - Progenitor mitològic del poble coreà (Corea). | WGPSN |
| Djuli       | 31° 12′ S, 46° 42′ O / 31.2°S,46.7°O   | 0,00          | Djuli - Primer home de la cultura dels neghidahan (Ucraïna). | WGPSN |
| Dohitt      | 18° 00′ S, 74° 06′ O / 18°S,74.1°O     | 93,40         | Dohitt - Creador de la Terra i de la humanitat de la cultura dels mosetens (Bolívia).                                                                                             | WGPSN |
| Dotet       | 45° 54′ S, 204° 42′ O / 45.9°S,204.7°O | 40,40         | Dotet - Déu creador de les planes subàrtiques de la cultura dels kets (Rússia).                                                                                                   | WGPSN |
| Ehecatl     | 54° 42′ S, 175° 36′ O / 54.7°S,175.6°O | 93,60         | Ehecatl - Déu del vent i un dels creadors del món de la mitologia asteca (Amèrica Central).                                                                                       | WGPSN |
| Ellyay      | 71° 24′ N, 91° 48′ O / 71.4°N,91.8°O   | 0,00          | Ellyay - Primer home de la cultura dels iacuts (Rússia). | WGPSN |
| Enkai       | 38° 00′ N, 246° 18′ O / 38°N,246.3°O   | 48,40         | Enkai - Déu creador de la cultura dels massais (Kenya, Tanzània). | WGPSN |
| Faro        | 45° 18′ N, 114° 00′ O / 45.3°N,114°O   | 0,00          | Faro - Personatge mitológic que es va sacrificar per purificar la Terra dels pecats del seu germà bessó, de la cultura dels mandés (África Occidental).                           | WGPSN |
| Fatu        | 7° 42′ N, 176° 06′ O / 7.7°N,176.1°O   | 88,00         | Fatu - El primer home de la cultura dels samoans (Samoa). | WGPSN |
| Fuxi        | 5° 30′ S, 124° 12′ O / 5.5°S,124.2°O   | 47,20         | Fuxi - Mític governant del qual prové la humanitat del poble xinès (Xina). | WGPSN |
| Gborogboro  | 12° 42′ S, 162° 12′ O / 12.7°S,162.2°O | 62,50         | Gborogboro - El primer home de la cultura dels lugbara (Uganda). | WGPSN |
| Glooskap    | 35° 00′ S, 57° 12′ O / 35°S,57.2°O     | 63,20         | Glooskap - Fill de la Gran Mare Terra i creador de les plantes, animals i homes de la cultura dels algonquins (Estats Units d'Amèrica, Canadà).                                   | WGPSN |
| Gmerti      | 52° 00′ S, 192° 36′ O / 52°S,192.6°O   | 57,20         | Gmerti - Déu creador i guardià de l'ordre mundial de la mitologia georgiana (Geòrgia).                                                                                            | WGPSN |
| Gucumatz    | 37° 00′ N, 175° 48′ O / 37°N,175.8°O   | 68,60         | Gucumatz - Déu creador de la mitologia maia (Amèrica Central). | WGPSN |
| Haik        | 36° 36′ S, 29° 18′ O / 36.6°S,29.3°O   | 0,00          | Haik - Progenitor mitològic dels armenis (Armènia). | WGPSN |
| Haoso       | 8° 18′ N, 12° 30′ O / 8.3°N,12.5°O     | 0,00          | Haoso - El creador de totes les coses del poble manxú (Xina). | WGPSN |
| Heller      | 10° 06′ N, 315° 06′ O / 10.1°N,315.1°O | 0,00          | Heller - Deïtat creadora de la humanitat i portadora de la civilització dels auraucans (Amèrica del Sud).                                                                         | WGPSN |
| Huracan     | 53° 12′ N, 188° 30′ O / 53.2°N,188.5°O | 71,20         | Huracan - Déu del foc, del vent i de les tempestes de la mitologia maia (Amèrica Central).                                                                                        | WGPSN |
| Imberombera | 33° 18′ S, 216° 42′ O / 33.3°S,216.7°O | 47,20         | Imberombera - Gran mare a la mitologia dels kakadu (Austràlia). | WGPSN |
| Imra        | 19° 00′ N, 134° 12′ O / 19°N,134.2°O   | 28,00         | Imra - Déu suprem, creador dels altres déus i de l'home, de la teologia dels kafirs (Afganistan).                                                                                 | WGPSN |
| Inktomi     | 14° 06′ S, 112° 06′ O / 14.1°S,112.1°O | 47,20         | Inktomi - Esperit, «L'Aranya», creador del temps, l'espai i el llenguatge de la cultura dels dakota (Estats Units d'Amèrica).                                                     | WGPSN |
| Inmar       | 2° 18′ S, 301° 36′ O / 2.3°S,301.6°O   | 54,80         | Inmar - Déu creador de la cultura dels udmurt (Rússia). | WGPSN |
| Iraca       | 39° 24′ N, 112° 06′ O / 39.4°N,112.1°O | 0,00          | Iraca - Déu creador que es va convertir en la Lluna de la religió inca (Amèrica del Sud).                                                                                         | WGPSN |
| Itciai      | 17° 48′ S, 349° 00′ O / 17.8°S,349°O   | 39,20         | Itciai - Déu jaguar creador de les aigües dels rius de la cultura dels yaruro (Veneçuela).                                                                                        | WGPSN |
| Izanagi     | 49° 24′ S, 310° 12′ O / 49.4°S,310.2°O | 0,00          | Izanagi - Deïtat xinto, déu creador, pare de tots els kami de la mitologia japonesa (Japó).                                                                                       | WGPSN |
| Izanami     | 46° 18′ S, 313° 24′ O / 46.3°S,313.4°O | 0,00          | Izanami - Deïtat xinto, dessa creadora, mare de tots els kami de la mitologia japonesa (Japó).                                                                                    | WGPSN |
| Jumo        | 52° 48′ N, 66° 30′ O / 52.8°N,66.5°O   | 0,00          | Jumo - Divinitat celestial dels mari (Rússia). | WGPSN |
| Juok        | 37° 36′ N, 155° 00′ O / 37.6°N,155°O   | 73,80         | Juok - Déu creador de la religió dels xíl·luks (Sudan). | WGPSN |
| Kanobo      | 63° 48′ S, 37° 24′ O / 63.8°S,37.4°O   | 75,80         | Kanobo - Déu suprem de la cultura dels warao (Veneçuela). | WGPSN |
| Karora      | 5° 54′ N, 20° 06′ O / 5.9°N,20.1°O     | 0,00          | Karora - Déu creador en els cultes aborígens australians, del qual neixen els somnis, animals i homes (Austràlia).                                                                | WGPSN |
| Karusakaibo | 14° 12′ S, 220° 42′ O / 14.2°S,220.7°O | 43,40         | Karusakaibo - Déu suprem de la cultura dels mundurukús (Brasil). | WGPSN |
| Khado       | 41° 36′ N, 359° 06′ O / 41.6°N,359.1°O | 0,00          | Khado - Mitològic primer xaman nganasans que va donar forma el món (Rússia). | WGPSN |
| Khutsau     | 44° 30′ N, 206° 54′ O / 44.5°N,206.9°O | 52,40         | Khutsau - Déu creador de la Terra de la cultura dels ossetes (Rússia). | WGPSN |
| Kiho        | 11° 06′ S, 358° 42′ O / 11.1°S,358.7°O | 0,00          | Kiho - El déu suprem de la mitologia dels nadius de les illes Tuamotu (Polinèsia Francesa).                                                                                       | WGPSN |
| Kuksu       | 25° 18′ N, 288° 42′ O / 25.3°N,288.7°O | 34,60         | Kuksu - Divinitat que va crear el món de la cultura del pomo (Estats Units d'Amèrica).                                                                                            | WGPSN |
| Kuma        | 10° 00′ N, 277° 12′ O / 10°N,277.2°O   | 50,00         | Kuma - Deessa Lluna, creadora de tot de la cultura dels yaruro (Veneçuela). | WGPSN |
| Kumpara     | 9° 36′ N, 327° 06′ O / 9.6°N,327.1°O   | 0,00          | Kumpara - Déu creador de la mitologia dels shuar (Equador). | WGPSN |
| Kurkyl      | 39° 54′ S, 113° 42′ O / 39.9°S,113.7°O | 57,10         | Kurkyl - Corb creador de la cultura dels txuktxis (Rússia). | WGPSN |
| Leza        | 21° 48′ S, 309° 12′ O / 21.8°S,309.2°O | 0,00          | Leza - Déu creador de les condicions de vida de la cultura indígena de Tonga (Tonga).                                                                                             | WGPSN |
| Ligoupup    | 14° 30′ S, 46° 12′ O / 14.5°S,46.2°O   | 78,80         | Ligoupup - Deessa de la Terra i creadora de l'univers de la cultura de la Micronèsia (Micronèsia).                                                                                | WGPSN |
| Lowa        | 40° 54′ N, 16° 36′ O / 40.9°N,16.6°O   | 0,00          | Lowa - Déu creador de la cultura indígena de les Illes Marshall (Micronèsia). | WGPSN |
| Lowalangi   | 36° 30′ S, 250° 00′ O / 36.5°S,250°O   | 53,00         | Lowalangi - Déu celestial creador de la humanitat de la cultura de l'illa de Nias (Indonèsia).                                                                                    | WGPSN |
| Luli        | 46° 30′ N, 243° 06′ O / 46.5°N,243.1°O | 52,40         | Luli - Ocell que recollia argila del fons oceànic per crear una terra als mites dels mansis (Rússia).                                                                             | WGPSN |
| Lumawig     | 58° 00′ N, 136° 30′ O / 58°N,136.5°O   | 49,80         | Lumawig - Gran Esperit que va crear homes tallant canyes de riu de la cultura dels igorot (Filipines).                                                                            | WGPSN |
| Madumda     | 36° 54′ S, 64° 48′ O / 36.9°S,64.8°O   | 82,60         | Madumda - Deïtat que va crear el món de la cultura dels pomo (Estats Units d'Amèrica).                                                                                            | WGPSN |
| Maheo       | 31° 36′ N, 281° 42′ O / 31.6°N,281.7°O | 29,80         | Maheo - Gran esperit creador del món de la cultura xeiene (Estats Units d'Amèrica).                                                                                               | WGPSN |
| Malunga     | 65° 06′ N, 56° 12′ O / 65.1°N,56.2°O   | 0,00          | Malunga - Déu creador de la mitologia bantú (Àfrica). | WGPSN |
| Mamaldi     | 14° N, 184° O / 14°N,184°O             | 480,00        | Mamaldi - Deessa creadora del continent asiàtic de la cultura dels hezhen (Rússia).                                                                                               | WGPSN |
| Manoid      | 29° 30′ N, 8° 30′ O / 29.5°N,8.5°O     | 0,00          | Manoid - Deessa progenitora de la primera dona de la cultura dels negritos de la península de Malacca (Birmània, Tailàndia).                                                      | WGPSN |
| Mbir        | 46° 36′ N, 311° 54′ O / 46.6°N,311.9°O | 46,00         | Mbir - Déu creador, que inicialment va aparèixer com un cuc a l'aigua primordial i després es va convertir en un home, en la cultura dels guaranís (Argentina, Brazil, Paraguai). | WGPSN |
| Melo        | 53° 12′ S, 7° 06′ O / 53.2°S,7.1°O     | 0,00          | Melo - El primer home de la cultura dels minyong (Índia). | WGPSN |
| Mubai       | 55° 48′ N, 20° 12′ O / 55.8°N,20.2°O   | 0,00          | Mubai - Divinitat celestial tibetana (Tibet). | WGPSN |
| Mumbi       | 1° 54′ S, 131° 12′ O / 1.9°S,131.2°O   | 67,20         | Mumbi - Mítica avantpassada del poble kikuyu (Kenya). | WGPSN |
| Nainema     | 25° 30′ N, 346° 24′ O / 25.5°N,346.4°O | 53,80         | Nainema - Déu creador de la cultura dels uitoto (Brasil, Colòmbia). | WGPSN |
| Napi        | 26° 54′ N, 174° 48′ O / 26.9°N,174.8°O | 55,80         | Napi - Déu creador de la terra, dels animals i de l'home de la cultura dels pikunis (Canadà, Estats Units d'Amèrica).                                                             | WGPSN |
| Nareau      | 24° 54′ S, 241° 54′ O / 24.9°S,241.9°O | 73,60         | Nareau - Creador de l'univers que va crear el món a partir de la closca d'una cloïssa de la cultura de Kiribati (Kiribati).                                                       | WGPSN |
| Ndu         | 22° 24′ S, 291° 18′ O / 22.4°S,291.3°O | 33,40         | Ndu - Déu suprem creador de l'home i del foc en la cultura dels sre i dels ma (Vietnam).                                                                                          | WGPSN |
| Nishanu     | 9° S, 129° O / 9°S,129°O               | 103,40        | Nishanu - Esperit creador i senyor del cel de la cultura dels arikara (Estats Units d'Amèrica).                                                                                   | WGPSN |
| Nishke      | 3° 48′ N, 49° 00′ O / 3.8°N,49°O       | 74,20         | Nishke - Déu creador del cel i de la terra de la cultura dels mordvins (Rússia).                                                                                                  | WGPSN |
| Num         | 24° 00′ N, 92° 42′ O / 24°N,92.7°O     | 0,00          | Num - Divinitat celestial dels iuracs i dels selkups (Rússia). | WGPSN |
| Nzame       | 9° 00′ N, 24° 54′ O / 9°N,24.9°O       | 119,40        | Nzame - Senyor del cel i creador de tot de la cultura dels fang (Gabó). | WGPSN |
| Obatala     | 1° 06′ S, 269° 42′ O / 1.1°S,269.7°O   | 67,20         | Obatala - Déu creador de la mitologia dels iorubes (Nigèria). | WGPSN |
| Olorun      | 24° 42′ N, 155° 24′ O / 24.7°N,155.4°O | 58,40         | Olorun - Déu creador de l'home de la mitologia dels iorubes (Nigèria). | WGPSN |
| Ormazd      | 52° 30′ N, 58° 30′ O / 52.5°N,58.5°O   | 0,00          | Ormazd - Deïtat suprema del zoroastrisme (Pèrsia) | WGPSN |
| Pachacamac  | 23° 24′ S, 83° 42′ O / 23.4°S,83.7°O   | 46,80         | Pachacamac - Déu suprem i creador de la religió inca (Amèrica del Sud). | WGPSN |
| Pan Ku      | 65° 42′ N, 107° 42′ O / 65.7°N,107.7°O | 0,00          | Pan Ku - Déu creador de la mitologia hmong (Laos, Tailàndia, Vietnam i Xina). | WGPSN |
| Pedn        | 46° 00′ N, 351° 42′ O / 46°N,351.7°O   | 0,00          | Pedn - Déu creador del primer home de la cultura dels negritos de la península de Malacca (Birmània, Tailàndia).                                                                  | WGPSN |
| Pokoh       | 71° 42′ S, 326° 24′ O / 71.7°S,326.4°O | 45,20         | Pokoh - Déu creador de tot de la cultura dels pallawonaps (Estats Units d'Amèrica).                                                                                               | WGPSN |
| Pouliuli    | 16° 54′ S, 284° 24′ O / 16.9°S,284.4°O | 59,80         | Pouliuli - Primer ésser masculí, avantpassat de totes les criatures oceàniques, de la mitologia hawaiana (Hawaii).                                                                | WGPSN |
| Powehiwehi  | 8° 12′ S, 280° 24′ O / 8.2°S,280.4°O   | 271,20        | Powehiwehi - Primer ésser femení, avantpassada de totes les criatures oceàniques, de la mitologia hawaiana (Hawaii).                                                              | WGPSN |
| Puntan      | 33° 54′ N, 292° 24′ O / 33.9°N,292.4°O | 33,00         | Puntan - Ésser primogènit, el cos del qual va es formar el món, de la cultura dels chamorro (illa de Guam).                                                                       | WGPSN |
| Purusa      | 21° 12′ S, 167° 48′ O / 21.2°S,167.8°O | 96,70         | Purusa - Ésser primordial que va donar a llum al món segons els vedas (Índia). | WGPSN |
| Qat         | 23° 48′ S, 351° 36′ O / 23.8°S,351.6°O | 0,00          | Qat - Deessa nascuda d'una roca que va forjar els homes dels arbres de la cultura indígena de les illes Noves Hèbrides (Vanuatu)                                                  | WGPSN |
| Quwai       | 19° 36′ N, 66° 00′ O / 19.6°N,66°O     | 38,80         | Quwai - Déu que va crear roques i rieres omplint-les de peix de la cultura dels cuebos (Colòmbia).                                                                                | WGPSN |
| Samni       | 47° 42′ S, 90° 42′ O / 47.7°S,90.7°O   | 101,40        | Samni - Déu primogènit, pare dels altres déus de la mitologia dels jingpo (Birmània).                                                                                             | WGPSN |
| Seveki      | 12° 54′ N, 164° 42′ O / 12.9°N,164.7°O | 89,00         | Seveki - El creador de la Terra i de l'home de la cultura dels Evenkis (Rússia).                                                                                                  | WGPSN |
| Shedi       | 53° 30′ S, 346° 48′ O / 53.5°S,346.8°O | 47,60         | Shedi - La primera dona de la cultura dels minyong (Índia). | WGPSN |
| Sholmo      | 12° 00′ N, 346° 24′ O / 12°N,346.4°O   | 0,00          | Sholmo - Diable creador de la cultura dels buriats (Rússia). | WGPSN |
| Shuzanghu   | 74° 54′ S, 10° 18′ O / 74.9°S,10.3°O   | 47,80         | Shuzanghu - Ésser mascle preexistent que va crear la Terra i el cel de la cultura dels dhammai (Índia).                                                                           | WGPSN |
| Singbonga   | 54° 48′ S, 146° 54′ O / 54.8°S,146.9°O | 60,80         | Singbonga - Déu creador que va sorgir de les aigües primordials recolzades per un lotus de la cultura dels birhor (Índia).                                                        | WGPSN |
| Taaroa      | 16° 30′ N, 95° 30′ O / 16.5°N,95.5°O   | 0,00          | Taaroa - Déu creador de l'univers de la cultura tahitiana (Tahití). | WGPSN |
| Talapas     | 16° 42′ S, 341° 48′ O / 16.7°S,341.8°O | 51,60         | Talapas - Déu coiot com a creador de molts llocs i coses de la cultura dels chinook (Estats Units d'Amèrica).                                                                     | WGPSN |
| Tane        | 12° 30′ S, 57° 24′ O / 12.5°S,57.4°O   | 82,60         | Tāne - Déu el creador de la gent de les illes Tuamotu (Polinèsia). | WGPSN |
| Tasheting   | 59° 00′ S, 55° 30′ O / 59°S,55.5°O     | 60,80         | Tasheting - Déu que va crear el primer home i la primera dona a partir de les aigües de les glaceres de la cultura lapcha (Nepal).                                                | WGPSN |
| Tawa        | 17° 54′ N, 175° 12′ O / 17.9°N,175.2°O | 62,20         | Tawa - Deïtat solar, pare de tot de la cultura hopi (Estats Units d'Amèrica). | WGPSN |
| Thunupa     | 45° 36′ N, 21° 18′ O / 45.6°N,21.3°O   | 0,00          | Thunupa - Divinitat creadora de l'univers en la religió inca (Amèrica del Sud).                                                                                                   | WGPSN |
| Tika        | 25° 06′ N, 84° 06′ O / 25.1°N,84.1°O   | 0,00          | Tika - Ésser suprem per a les poblacions antigues d'Abkhàzia. | WGPSN |
| Tirawa      | 34° 12′ N, 151° 42′ O / 34.2°N,151.7°O | 0,00          | Tirawa - Gran esperit creador del primer home de la tribu pawnee (Estats Units d'Amèrica).                                                                                        | WGPSN |
| Tore        | 0° N, 340° O / 0°N,340°O               | 0,00          | Tore - Senyor i creador de l'univers en la cultura dels pigmeus (Àfrica). Aquest cràter s'utilitza per definir el primer meridià de Rea.                                          | WGPSN |
| Torom       | 72° 30′ S, 343° 00′ O / 72.5°S,343°O   | 0,00          | Torom - Divinitat celestial en la cultura dels ostiacs (Rússia). | WGPSN |
| Tsuki-Yomi  | 35° 00′ N, 43° 48′ O / 35°N,43.8°O     | 35,00         | Tsukuyomi - Déu de la Lluna i la nit del xintoisme (Japó). | WGPSN |
| Tulpar      | 56° 06′ N, 158° 36′ O / 56.1°N,158.6°O | 70,40         | Tulpar - Cavall alat mític que va sorgir de l'oceà primordial, personificació del Sol, de la cultura kazakh (Àsia central)                                                        | WGPSN |
| Tuwale      | 78° 00′ S, 242° 24′ O / 78°S,242.4°O   | 59,60         | Tuwale - Déu del Sol i del cel, participant en la creació del món, de la cultura del poble de l'illa de Seram (Indonèsia).                                                        | WGPSN |
| Uku         | 78° 42′ N, 95° 30′ O / 78.7°N,95.5°O   | 0,00          | Uku - Déu suprem de la cultura estoniana precristiana (Estònia). | WGPSN |
| Utleygon    | 20° 06′ S, 194° 54′ O / 20.1°S,194.9°O | 58,20         | Utleygon - Déu creador del món de la cultura dels itelmens (Rússia). | WGPSN |
| Vatea       | 16° 00′ N, 150° 24′ O / 16°N,150.4°O   | 96,60         | Vatea - Pare de déus i homes de la cultura de l'illa Cook (Polinèsia). | WGPSN |
| Wak         | 29° 36′ N, 194° 18′ O / 29.6°N,194.3°O | 57,80         | Wak - Déu creador pare de l'univers de la cultura dels etíops (Etiòpia). | WGPSN |
| Wakonda     | 48° 36′ N, 269° 42′ O / 48.6°N,269.7°O | 123,00        | Wakonda - Gran esperit creador de tot de la cultura de l'ètnia sioux (Estats Units d'Amèrica).                                                                                    | WGPSN |
| Wende       | 56° 18′ S, 226° 24′ O / 56.3°S,226.4°O | 83,00         | Wende - Déu suprem que habita al Sol, creador del cel i de la terra, de la cultura dels mossis (Burkina Faso).                                                                    | WGPSN |
| Whanin      | 66° 54′ N, 115° 00′ O / 66.9°N,115°O   | 0,00          | Whanin - Déu creador de l'univers de la mitologia dangun (Corea). | WGPSN |
| Woyengi     | 13° 42′ N, 294° 30′ O / 13.7°N,294.5°O | 43,00         | Woyengi - Deessa creadora que va donar forma a l'home de la Terra de la cultura dels ijaws (Nigèria).                                                                             | WGPSN |
| Wulbari     | 67° 00′ N, 88° 54′ O / 67°N,88.9°O     | 33,00         | Wulbari - Deu primogènit del cel de la cultura dels kraches (Ghana). | WGPSN |
| Wuraka      | 25° 06′ N, 4° 00′ O / 25.1°N,4°O       | 0,00          | Wuraka - Primogènit gegant de tots els pobles aborígens australians (Austràlia).                                                                                                  | WGPSN |
| Xamba       | 2° 06′ N, 349° 42′ O / 2.1°N,349.7°O   | 0,00          | Xamba - Ser suprem creador de la cultura dels boiximans (Àfrica del Sud). | WGPSN |
| Xowalaci    | 2° 24′ N, 56° 18′ O / 2.4°N,56.3°O     | 60,00         | Xowalaci - Déu creador de la cultura dels joshua (Estats Units d'Amèrica). | WGPSN |
| Xu          | 55° 00′ N, 71° 54′ O / 55°N,71.9°O     | 0,00          | Xu - Ser suprem creador de la cultura dels boiximans (Àfrica del Sud). | WGPSN |
| Yehl        | 38° 00′ N, 322° 24′ O / 38°N,322.4°O   | 36,80         | Yehl - El gran corb creador de la cultura dels tlingit (Alaska). | WGPSN |
| Yu-Ti       | 50° 06′ N, 81° 30′ O / 50.1°N,81.5°O   | 0,00          | Yù Di - «Emperador de Jade»; déu suprem xinès (Xina). | WGPSN |
| Zicum       | 50° 54′ S, 111° 12′ O / 50.9°S,111.2°O | 76,80         | Zicum - Deessa primordial que va crear la terra i el cel, mare dels déus de la mitologia assíria / babilònica (Àsia).                                                             | WGPSN |